# Hypermiling
Hypermiling é o ato de dirigir um veículo com técnicas que minimizam o consumo de combustível. Aqueles que usam essas técnicas são chamados "hypermilers".

## Popularidade crescente
O hypermiling pode ser praticado em qualquer veículo, independentemente do modelo ou consumo de combustível. Ganhou popularidade devido ao aumento dos preços da gasolina nos anos 2000.
Em 2008, o New Oxford American Dictionary elegeu hypermiling como a melhor nova palavra do ano.

## Programa de segurança e conscientização
O hypermiling tem sido atacado por vários lados porque alguns hypermilers tem comportamento perigoso ou ilegal, como a utilização não autorizada de veículos maiores nas rodovias para economizar combustível. Por essa razão, a Hypermiling Safety Foundation foi criada em agosto de 2008 para promover um programa de segurança e educação que promove técnicas legais de economia de combustível.

## Hypermilingcom carros elétricos
A gama de carros elétricos é limitada. Para aproveitar ao máximo a bateria, os motoristas às vezes usam hypermiling. Alguns tentam obter um novo recorde com um carregamento de bateria. Então, por exemplo, um Tesla Model 3 correu mais de 1000 km com uma carga de bateria.

## Hypermilingcomo esporte
Existem diversas competições de hypermiling realizadas. A comeptição Maximum Fuel Economy foi realizado em Elkhart, Indiana, onde os "recordes mundiais" foram alcançados dos modelos Honda Insight (1,104 l/100km), Toyota Prius (1,73 l/100km) e Ford Escape Hybrid (3,095 l/100km). Os competidores usaram técnicas que incluíam não parar nos sinais de parada e encher os pneus muito além das especificações recomendadas. Outra competição é o Tour to the Shore, realizado em Nova Jérsei, que avalia motoristas de carros e caminhões